# Vitaa

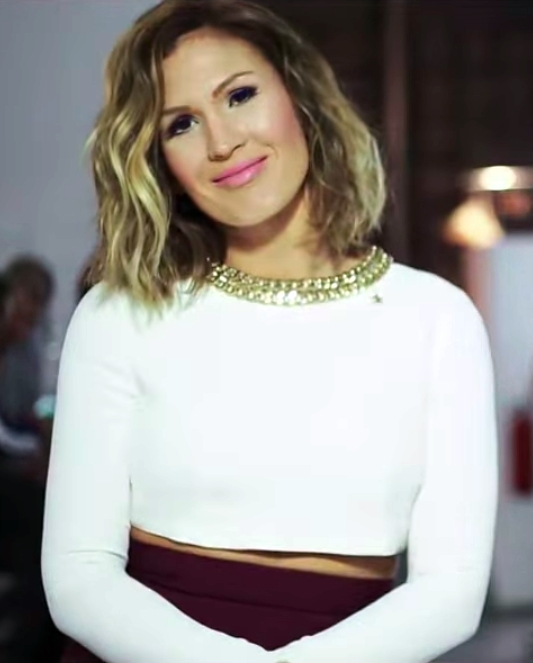
Vitaa (2014)

Vitaa (* 14. März 1983 in Mülhausen; eigentlich Charlotte Gonin) ist eine französische R&B-Sängerin.

## Karriere
Charlotte Gonin wuchs in der Umgebung von Lyon auf. Erste Bekanntheit erreichte sie durch ihre Zusammenarbeit mit der etablierten Künstlerin Diam’s.
Die erste Nummer-eins-Platzierung in Frankreich erzielte sie mit dem Album À fleur de toi. Das Video dazu wurde in Kanada gedreht, zusammen mit Ma sœur und Pourquoi les hommes. Das Album wurde ca. 400.000 Mal verkauft.
Das zweite Album Celle que je vois kam im Dezember 2009 auf den Markt. Singleauskopplungen aus dem Album waren Une fille pas comme les autres und Pour que tu restes.
Ihre erste Nummer-eins-Single hatte Vitaa dann 2013. Der mit Maître Gims aufgenommene Song Game Over schaffte es im Herbst des Jahres bis an die Chartspitze.

## Diskografie

### Alben
| Jahr | Titel                               | Höchstplatzierung, Gesamtwochen, AuszeichnungChartplatzierungen (Jahr, Titel, Platzierungen, Wochen, Auszeichnungen, Anmerkungen) | Höchstplatzierung, Gesamtwochen, AuszeichnungChartplatzierungen (Jahr, Titel, Platzierungen, Wochen, Auszeichnungen, Anmerkungen) | Höchstplatzierung, Gesamtwochen, AuszeichnungChartplatzierungen (Jahr, Titel, Platzierungen, Wochen, Auszeichnungen, Anmerkungen) | Höchstplatzierung, Gesamtwochen, AuszeichnungChartplatzierungen (Jahr, Titel, Platzierungen, Wochen, Auszeichnungen, Anmerkungen) | Anmerkungen                                                            | [↑]: gemeinsam behandelt mit vorhergehendem Eintrag; [←]: in beiden Charts platziert |
| Jahr | Titel                               | FR | BEW | DE | CH | Anmerkungen                                                            |                                                                                      |
| ---- | ----------------------------------- | --- | --- | --- | --- | ---------------------------------------------------------------------- | ------------------------------------------------------------------------------------ |
| 2007 | À fleur de toi                      | FR1 ×3Dreifachplatin · (67 Wo.)FR                                                                                                 | BEW6 Gold · (42 Wo.)BEW | — | CH16 (14 Wo.)CH | Erstveröffentlichung: 5. Februar 2007 Re-Release noch im gleichen Jahr |                                                                                      |
| 2009 | Celle que je vois                   | FR10 (28 Wo.)FR | BEW53 (7 Wo.)BEW | — | — | Erstveröffentlichung: 28. Dezember 2009                                |                                                                                      |
| 2013 | Ici et maintenant                   | FR16 (17 Wo.)FR | BEW44 (16 Wo.)BEW | — | — | Erstveröffentlichung: 18. November 2013                                |                                                                                      |
| 2015 | La même                             | FR27 (3 Wo.)FR | BEW28 (9 Wo.)BEW | — | — | Erstveröffentlichung: 6. November 2015                                 |                                                                                      |
| 2017 | J4M                                 | FR8 ×2Doppelplatin · (65 Wo.)FR                                                                                                   | BEW14 (103 Wo.)BEW | — | — | Erstveröffentlichung: 5. Mai 2017                                      |                                                                                      |
| 2018 | Just Me, Myself & moi-même          | FR29 Platin · (32 Wo.)FR | — | — | — | Erstveröffentlichung: 28. September 2018                               |                                                                                      |
| 2019 | VersuS                              | FR1 ×2Doppeldiamant · (156 Wo.)FR                                                                                                 | BEW1 Platin · (275 Wo.)BEW | DE99 (1 Wo.)DE | CH6 (57 Wo.)CH | Erstveröffentlichung: 23. August 2019 mit Slimane                      |                                                                                      |
| 2020 | VersuS – Chapitre II[FR: ↑][BEW: ↑] | FR1 ×2Doppeldiamant · (156 Wo.)FR                                                                                                 | BEW1 Platin · (275 Wo.)BEW | — | CH16 (17 Wo.)CH | Erstveröffentlichung: 1. Oktober 2020 mit Slimane                      |                                                                                      |
| 2021 | Sorøre                              | FR13 (18 Wo.)FR | BEW13 (12 Wo.)BEW | — | CH46 (1 Wo.)CH | Erstveröffentlichung: 4. Juni 2021 mit Amel Bent & Camélia Jordana     |                                                                                      |
| 2023 | Charlotte                           | FR1 Gold · (… Wo.)FR | BEW5 (14 Wo.)BEW | — | CH28 (1 Wo.)CH | Erstveröffentlichung: 6. Oktober 2023                                  |                                                                                      |

### Singles
| Jahr | Titel Album                                        | Höchstplatzierung, Gesamtwochen, AuszeichnungChartplatzierungen (Jahr, Titel, Album, Platzierungen, Wochen, Auszeichnungen, Anmerkungen) | Höchstplatzierung, Gesamtwochen, AuszeichnungChartplatzierungen (Jahr, Titel, Album, Platzierungen, Wochen, Auszeichnungen, Anmerkungen) | Höchstplatzierung, Gesamtwochen, AuszeichnungChartplatzierungen (Jahr, Titel, Album, Platzierungen, Wochen, Auszeichnungen, Anmerkungen) | Anmerkungen                                                        |
| Jahr | Titel Album                                        | FR | BEW | CH | Anmerkungen                                                        |
| --- | -------------------------------------------------- | --- | --- | --- | ------------------------------------------------------------------ |
| 2007 | À fleur de toi                                     | FR14 Diamant · (24 Wo.)FR | — | CH76 (2 Wo.)CH | Erstveröffentlichung: 18. Januar 2007                              |
| 2013 | Game Over Ici et maintenant                        | FR1 (37 Wo.)FR | BEW7 (24 Wo.)BEW | — | Erstveröffentlichung: 23. September 2013 feat. Maître Gims         |
| 2013 | Liham Ici et maintenant                            | FR71 (2 Wo.)FR | — | — | Erstveröffentlichung: 18. November 2013                            |
| 2015 | No Limit La même                                   | FR28 (1 Wo.)FR | — | — | Erstveröffentlichung: 14. September 2015                           |
| 2015 | Vivre La même                                      | FR59 (1 Wo.)FR | — | — | Erstveröffentlichung: 6. November 2015                             |
| 2016 | Ça les dérange J4M                                 | FR11 Diamant · (36 Wo.)FR | — | — | Erstveröffentlichung: 2. Mai 2016 feat. Jul                        |
| 2016 | Bienvenue à Paris J4M                              | FR16 (3 Wo.)FR | — | — | Erstveröffentlichung: 8. September 2016                            |
| 2016 | Dans ma tête J4M                                   | FR15 (11 Wo.)FR | — | — | Erstveröffentlichung: 3. November 2016                             |
| 2017 | Peine & pitié J4M                                  | FR54 Gold · (8 Wo.)FR | BEW19 (10 Wo.)BEW | — | Erstveröffentlichung: 3. März 2017                                 |
| 2017 | Comme dab J4M                                      | FR39 Gold · (8 Wo.)FR | — | — | Erstveröffentlichung: 13. April 2017 feat. Stromae                 |
| 2017 | Chacun sa route Forever United                     | FR98 (2 Wo.)FR | — | — | Erstveröffentlichung: 11. August 2017 mit Kids United              |
| 2018 | Un peu de rêve J4M                                 | FR13 Diamant · (37 Wo.)FR | — | — | Erstveröffentlichung: 5. Mai 2018 mit Claudio Capéo                |
| 2018 | Megalo –                                           | FR141 (3 Wo.)FR | — | — | Erstveröffentlichung: 5. August 2016                               |
| 2018 | Ton silence J4M                                    | FR158 (2 Wo.)FR | — | — | Erstveröffentlichung: 5. Mai 2017 Promo-Single                     |
| 2018 | Je te le donne Just Me, Myself & moi-même • Versus | FR12 Diamant · (41 Wo.)FR | BEW3 (24 Wo.)BEW | — | Erstveröffentlichung: 23. August 2018 feat. Slimane                |
| 2019 | VersuS Versus                                      | FR159 Gold · (2 Wo.)FR | BEW35 Platin · (2 Wo.)BEW | — | Erstveröffentlichung: 29. April 2019 mit Slimane                   |
| 2019 | Ça va ça vient Versus                              | FR42 Diamant · (49 Wo.)FR | BEW4 Platin · (22 Wo.)BEW | — | Erstveröffentlichung: 21. Juni 2019 mit Slimane                    |
| 2019 | XY VersuS                                          | FR182 Platin · (1 Wo.)FR | BEW47 (2 Wo.)BEW | — | Erstveröffentlichung: 2. August 2019 mit Slimane                   |
| 2019 | Avant toi Versus                                   | FR11 Diamant · (77 Wo.)FR | BEW2 ×2Doppelplatin · (19 Wo.)BEW | CH45 (17 Wo.)CH | Erstveröffentlichung: 15. November 2019 mit Slimane                |
| 2020 | Pas beaux VersuS                                   | FR112 Gold · (1 Wo.)FR | BEW5 Gold · (13 Wo.)BEW | — | Erstveröffentlichung: 3. April 2020 mit Slimane                    |
| 2020 | Ça ira Versus                                      | FR178 Gold · (5 Wo.)FR | BEW20 (8 Wo.)BEW | — | Erstveröffentlichung: 14. August 2020 mit Slimane                  |
| 2020 | De l’or VersuS – Chapitre II                       | FR109 Platin · (14 Wo.)FR | BEW8 (17 Wo.)BEW | — | Erstveröffentlichung: 11. Dezember 2020 mit Slimane                |
| 2021 | Ma soeur Sorøre                                    | FR159 Gold · (6 Wo.)FR | — | — | Erstveröffentlichung: 27. Mai 2021 mit Amel Bent & Camélia Jordana |
| 2021 | Prends ma main L’empire de Méroé                   | FR49 Platin · (27 Wo.)FR | BEW39 (8 Wo.)BEW | — | Erstveröffentlichung: 8. Oktober 2021 mit Gims                     |
| 2023 | Les choses qu’on fait Charlotte                    | FR120 Gold · (9 Wo.)FR | — | — | Erstveröffentlichung: 2. Juni 2023                                 |
| 2023 | Je n’oublie pas Charlotte                          | FR128 Gold · (13 Wo.)FR | BEW23 (14 Wo.)BEW | — | Erstveröffentlichung: 1. September 2023                            |
| 2025 | Viens on essaie –                                  | — | BEW22 (… Wo.)BEW | — | Erstveröffentlichung: 4. Juli 2025 mit Julien Doré                 |
| Folgende Lieder erschienen nicht als Single, wurden aber durch das Album zum Download und Streaming bereitgestellt und konnten somit eine Platzierung erlangen: |                                                    | | | |                                                                    |
| |                                                    | | | |                                                                    |
| 2013 | Un son pour des millions Ici et maintenant         | FR68 (1 Wo.)FR | — | — |                                                                    |
| 2013 | Juste un peu de temps Ici et maintenant            | FR72 (1 Wo.)FR | — | — |                                                                    |
| 2025 | Un dimanche avec toi Charlotte                     | FR195 (1 Wo.)FR | — | — |                                                                    |

Weitere Singles
- 2007: Ma sœur
- 2007: Toi
- 2007: Pourquoi les hommes?
- 2009: Une fille pas comme les autres
- 2010: Pour que tu restes

Weitere Lieder mit Auszeichnungen
- 2017: Désaccord (mit Dadju, FR: Gold)
- 2019: Fais comme ça (mit Slimane, FR: Gold)
- 2019: Ne me laisse pas (mit Slimane, FR: Gold)

### Gastbeiträge
| Jahr | Titel Album                                | Höchstplatzierung, Gesamtwochen, AuszeichnungChartplatzierungen (Jahr, Titel, Album, Platzierungen, Wochen, Auszeichnungen, Anmerkungen) | Höchstplatzierung, Gesamtwochen, AuszeichnungChartplatzierungen (Jahr, Titel, Album, Platzierungen, Wochen, Auszeichnungen, Anmerkungen) | Höchstplatzierung, Gesamtwochen, AuszeichnungChartplatzierungen (Jahr, Titel, Album, Platzierungen, Wochen, Auszeichnungen, Anmerkungen) | Anmerkungen                                                                          |
| Jahr | Titel Album                                | FR | BEW | CH | Anmerkungen                                                                          |
| ---- | ------------------------------------------ | --- | --- | --- | ------------------------------------------------------------------------------------ |
| 2002 | Pas à pas (La plus bonne de tes copines) – | FR46 (6 Wo.)FR | — | — | Dadoo feat. Vitaa                                                                    |
| 2006 | Ne dis jamais                              | FR26 (16 Wo.)FR | BEW38 (3 Wo.)BEW | CH70 (8 Wo.)CH | Erstveröffentlichung: 14. Juli 2006 Sinik feat. Vitaa                                |
| 2018 | Bella ciao Dans les Cordes                 | FR2 Diamant · (36 Wo.)FR | BEW13 (9 Wo.)BEW | CH41 (11 Wo.)CH | Erstveröffentlichung: 18. Mai 2018 Naestro feat. Maître Gims, Vitaa, Dadju & Slimane |